# Alchemilla canadensis
Alchemilla canadensis é uma espécie de rosácea do gênero Alchemilla, pertencente à família Rosaceae.